# Vetrego
Vetrego ist ein Ortsteil der Gemeinde Mirano in der Metropolitanstadt Venedig in der italienischen Region Venetien.
Der Ort liegt in einer Höhe von 3 m s.l.m. und 6 m s.l.m. Im Ort leben 1216 Einwohner (2000). Der Schutzheilige ist San Silvestro.